# نیروگاه برق آبی کروزبرگماوت
نیروگاه برق آبی کروزبرگماوت (به لاتین: Kreuzbergmaut Hydroelectric Power Station) یک سد و نیروگاه جریانی روزمینی در اتریش است که در فارورفن واقع شده‌است.